# Pasquale Barra
Pasquale Barra (Ottaviano, 18 gennaio 1942 – Ferrara, 27 febbraio 2015) è stato un mafioso italiano appartenente alla Camorra.
Considerato uno degli esponenti di spicco della Nuova Camorra Organizzata di Raffaele Cutolo, si dissociò successivamente dallo stesso Cutolo. Barra, che è morto a 73 anni scontando l'ergastolo nel carcere di Ferrara, è stato uno dei principali accusatori di Enzo Tortora.

## Biografia

### La carriera criminale
Affiliatosi prima come capozona di Ottaviano e poi come santista, fu il primo a dissociarsi da Raffaele Cutolo e, grazie al suo pentimento, rese possibile il più grande attacco mai portato dalla giustizia alla camorra. Si suppone che Barra si sia sentito tradito da Cutolo il quale, proprio in seguito all'omicidio Turatello e di fronte alle pressioni di Luciano Liggio, sostenne di non esserne il mandante.
In seguito alle rivelazioni di Barra e dei pregiudicati Giovanni Pandico e Giovanni Melluso, fu possibile il blitz del 17 giugno 1983 in cui vennero arrestati 850 presunti affiliati della Nuova Camorra Organizzata, tra cui l'innocente Enzo Tortora. Barra, al fine di ottenere una protezione in carcere, fornisce liste di presunti camorristi nel corso di 17 interrogatori, ma solo nel corso del diciottesimo interrogatorio, il 19 aprile 1983, fece il nome di Tortora, definendolo un affiliato alla Nuova Camorra Organizzata e responsabile del traffico di droga. Barra rifiuterà di deporre e di confermare le accuse sia al processo di primo grado che in quello d'appello. Le accuse si riveleranno infondate.

### Il pentimento
Il pentimento di Barra apparve subito controverso. Nel corso delle indagini i giudici scoprirono uno dei tanti tentativi di estorsione da lui compiuti per approfittare della sua posizione di pentito. Barra aveva scritto una lettera ad un concessionario di Casoria, nella quale chiedeva 15 milioni di lire per non fare il suo nome nel corso degli interrogatori. In realtà quello di Barra non si può definire un vero pentimento bensì una semplice dissociazione da Cutolo per ragioni personali. Infatti Barra ha continuato a definirsi camorrista.

### Il disconoscimento di Cutolo e la morte
Nel mese di maggio 2009, nel corso di un'udienza a carico di Raffaele Cutolo, Pasquale Barra ha testimoniato in videoconferenza da una località protetta affermando di non conoscere Raffaele Cutolo né Rosetta Cutolo, ritrattando le testimonianze passate; questo portò gli inquirenti a definire il suo comportamento uno "sciopero del pentimento". 
È morto il 27 febbraio 2015 all'età di 73 anni, all'interno del carcere di Ferrara in cui era detenuto, per un arresto cardiaco.

## La figura
Barra è stato esecutore materiale di 67 omicidi di cui molti compiuti nelle diverse carceri italiane, dove ha soggiornato frequentemente dal 1970. Nel gergo della mala, gli vengono attribuiti due nomi:  'o studente  e 'o animale, il primo per l'associazione a Raffaele Cutolo, il secondo per la crudeltà e l'efferatezza dei suoi delitti.
La stampa lo ha soprannominato il boia delle carceri per l'incredibile facilità con cui uccideva i carcerati su commissione. Si pensi, ad esempio, all'omicidio di Francis Turatello, malavitoso milanese. La terribile esecuzione, compiuta nel carcere Badu 'e Carros di Nuoro il 17 agosto 1981, è ricordata per la modalità efferata: un gruppo di assassini immobilizzò e colpì Turatello con decine di coltellate, e secondo la leggenda, Barra azzannò il fegato o il cuore del boss. La direzione del carcere nuorese e più recentemente Pierluigi Concutelli, presente nel cortile quando avvenne l'efferato delitto, hanno smentito questo dettaglio raccapricciante. Questo episodio è rievocato da Giuseppe Marrazzo nel libro Il Camorrista. Vita segreta di don Raffaele Cutolo e ripreso anche nel film Il camorrista di Giuseppe Tornatore. Tuttora, la stampa ricorda questo omicidio come uno dei più feroci compiuti in Italia.
Barra ha commesso altri omicidi in carcere: tra i molti si ricorda l'esecuzione di Antonino Cuomo, capozona di Castellammare di Stabia. Il 23 novembre del 1980, nel corso del terribile sisma che colpì il capoluogo campano, Barra partecipò ad una rissa nel carcere di Poggioreale che costò la vita a tre detenuti e il ferimento di otto camorristi passati ad un clan concorrente. Barra ha avuto un ruolo di rilievo anche nell'omicidio di Francesco Diana, consigliere comunale socialista di San Cipriano d'Aversa, colpito con trentacinque coltellate nel carcere di Aversa.